# Afipsip
Afipsip (en ruso: Афипсип) es un aúl del raión de Tajtamukái en la república de Adiguesia de Rusia. Está situado en la confluencia del río Kubán y del río Afips, 18 km al oeste de Tajtamukái y 115 km al noroeste de Maikop, la capital de la república. Tenía 2 121 habitantes en 2010
Es cabeza del municipio de homónimo al que pertenecen asimismo Kubanstrói, Panajes, Pseituk y Jashtuk.
Al sur de la localidad se encuentra el embalse Shapsug.

## Historia
La localidad fue fundada en 1864 por colonos de etnia shapsug (una de las que componen al pueblo adigué). El nombre significa "desembocadura del río Afips".

## Lugares de interés
- Monumento al primer secretario del Comité Regional de Adiguesia, Şahan-Giray Jakurate.
- Centro público de cultura.
- Centro médico y de diagnosis, Klinika - XXI vek
- Bosque de Afipsip (al sur de la localidad).

## Transporte
Los autobuses suburbanos de la ciudad de Krasnodar.

## Personalidades
- Kirimize Jadzhemusovich Zhane (1919-1983), novelista y poeta adigué y soviético.
- Jazret Sovmen (n. 1937), segundo presidente de la república de Adiguesia, en Rusia (2002-2007).
- Darijan Sjaliajo (1926-2012), Maestra del pueblo de la URSS.